# Liksvepning

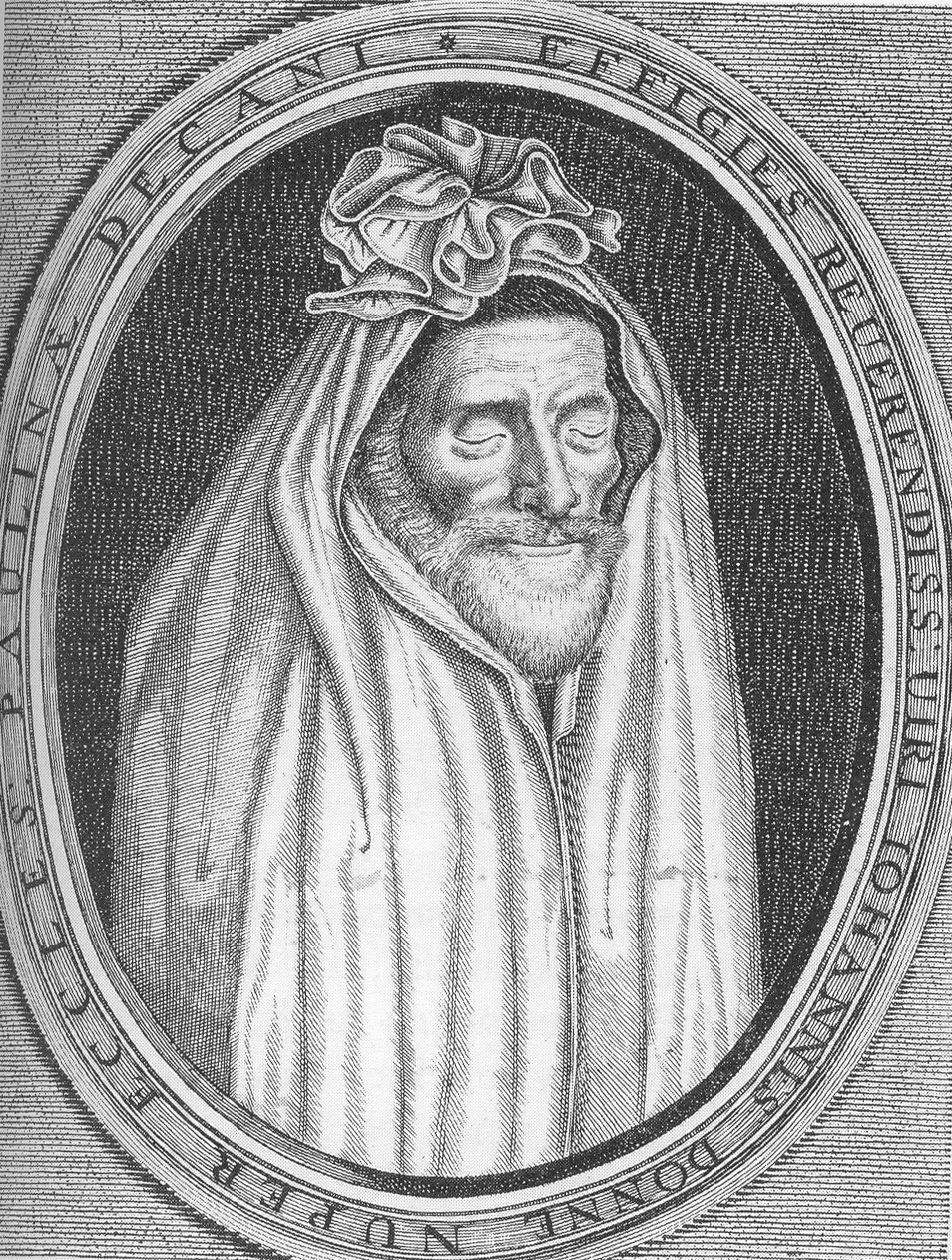
Ett porträtt av John Donne i en liksvepning.

Liksvepning är ett föremål, främst en duk eller tygstycke, som kläs om en avliden person. Termen kan även användas om själva riten om att klä den avlidne med tyg.

## Religiös liksvepning

### Judendom
En traditionell judiskortodox liksvepning består av en tunika; en huva; byxor med långa ben som sys stängt vid foten samt ett bälte.